# San Antonio (Zambales)
San Antonio is een gemeente in de Filipijnse provincie Zambales op het eiland Luzon. Bij de laatste census in 2010 telde de gemeente ruim 34 duizend inwoners.

## Geografie

### Bestuurlijke indeling
San Antonio is onderverdeeld in de volgende 14 barangays:
| - Angeles - Antipolo - Burgos - East Dirita - Luna - Pundaquit - Rizal | - San Esteban - San Gregorio - San Juan - San Miguel - San Nicolas - Santiago - West Dirita |

## Demografie
San Antonio had bij de census van 2010 een inwoneraantal van 34.217 mensen. Dit waren 1.723 mensen (5,3%) meer dan bij de vorige census van 2007. Ten opzichte van de census van 2000 was het aantal inwoners gegroeid met 5.969 mensen (21,1%). De gemiddelde jaarlijkse groei in die periode kwam daarmee uit op 1,94%, hetgeen hoger was dan het landelijk jaarlijks gemiddelde over deze periode (1,90%).

De bevolkingsdichtheid van San Antonio was ten tijde van de laatste census, met 34.217 inwoners op 188,12 km², 181,9 mensen per km².

## Geboren in San Antonio
- Teodoro Yangco (9 november 1861), Filipijnse zakenman en Resident Commissioner van de Filipijnen. (overleden 1939).